# رامبل
رامبل (بالإنجليزية: Rumble)‏ هو موقع صناعة محتويات فيديو كندي. تم تأسيسه في سنة 2013 من قبل كريس بافلوفسكي. بدأ كموقع لنشر فيديوهات عن الحيوانات الأليفة والأطفال الرضع وثم زادت شهرته ليكون منصة بديلة للمحافظين واليمينيين عن يوتيوب. في يوم 11 يناير 2021 رفع الموقع دعوى ضد غوغل بتهمة التلاعب بنتائج البحث عن الموقع واخفائه وطالب بتعويض ملياري دولار على ذلك. يدير الموقع حالياً دان بونجينو.